# Santa Lucía (Francisco Morazán)
Santa Lucía è un comune dell'Honduras facente parte del dipartimento di Francisco Morazán.
Il comune venne istituito il 12 novembre 1820.